# Joanna Kołaczkowska
Joanna Dorota Kołaczkowska z domu Chuda, primo voto Matysik (ur. 22 czerwca 1966 w Polkowicach, zm. 17 lipca 2025 w Konstancinie-Jeziornie) – polska aktorka kabaretowa i teatralna, autorka tekstów i prezenterka radiowa.
W latach 1988–1989 występowała w kabarecie Drugi Garnitur, przez kolejne 10 lat była aktorką Kabaretu Potem, z którego członkami stworzyła niezależną wytwórnię filmową A’Yoy. Od 2002 do 2025 była aktorką Kabaretu Hrabi.

## Życiorys
W młodości występowała z zespołem tańca ludowego oraz uprawiała łyżwiarstwo figurowe i szybkie. Ukończyła technikum ogrodnicze w Głogowie i dwuletnie studium nauczycielskie w Legnicy. Była absolwentką pedagogiki kulturalno-oświatowej w Wyższej Szkole Pedagogicznej w Zielonej Górze.

### Kariera artystyczna
Podczas studiów poznała Adama Nowaka, który w 1987 zachęcił ją do udziału w castingu do kabaretu Drugi Garnitur. Występowała w grupie do 1989, następnie była aktorką Kabaretu Potem i autorką tekstów do niektórych skeczów formacji. W latach 1991–1993 występowała z Potem jako support przed spektaklami Stanisława Tyma w Teatrze Rampa. W 1999 grupa zakończyła działalność.
Od 1993 występowała w roli Dorin Owens w improwizowanym programie Spadkobiercy. W 1994 z członkami Kabaretu Potem założyła niezależną wytwórnię filmową A’Yoy, dla której wyreżyserowała kilka krótkich form filmowych i pełnometrażowy film pt. Nakręceni (2002), w którym odegrała rolę Eli. Zagrała także w innych filmach wytwórni: Robin Hood – czwarta strzała (1997), Dr Jekyll i Mr Hyde według Wytwórni A’Yoy (1999) i Baśń o ludziach stąd (2003). Nagrywała skecze radiowe pod szyldem Wytwórni Dźwięków Trrrt.

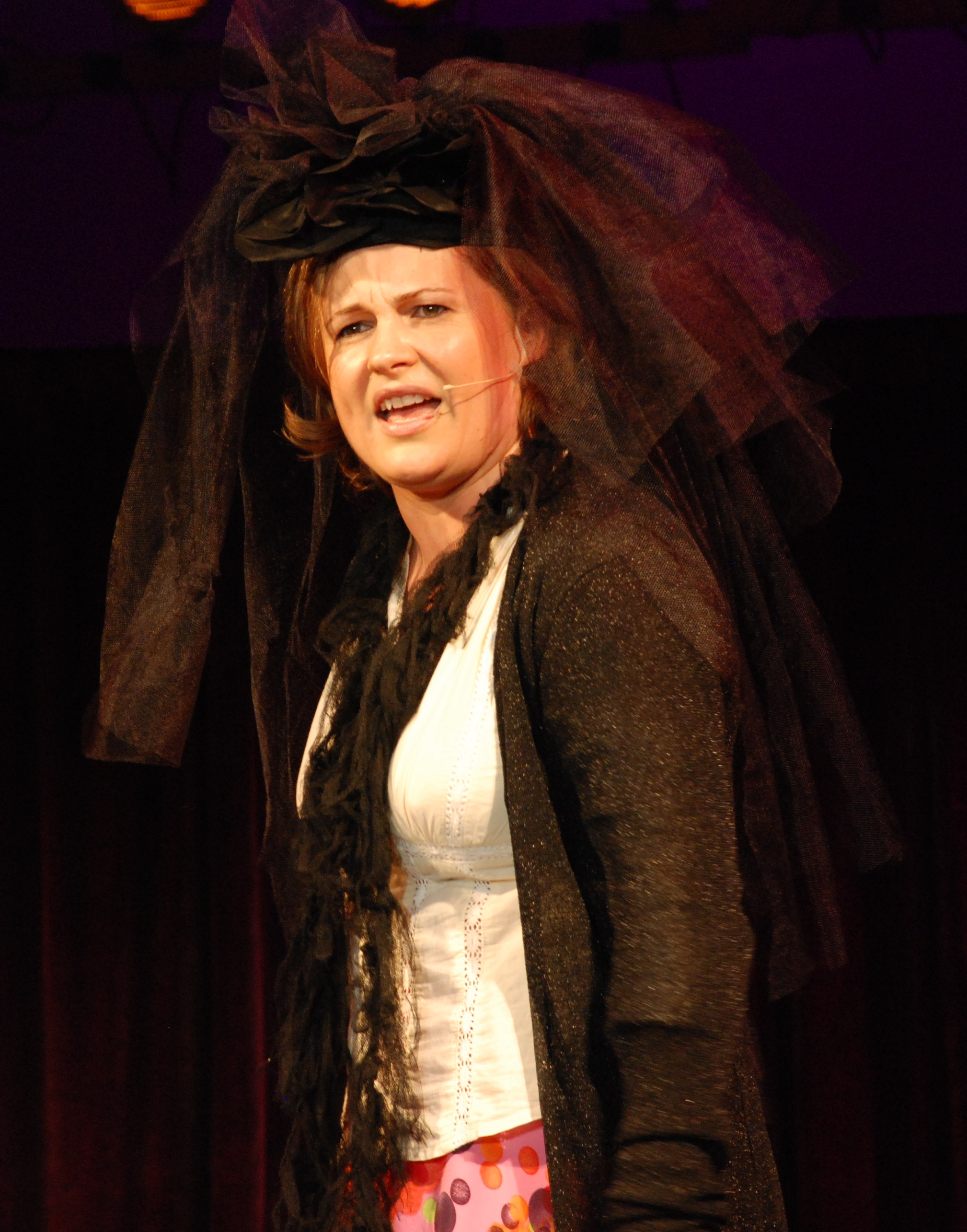
Joanna Kołaczkowska na Festiwalu Kabaretu w Zielonej Górze (2007)

Od 2002 była członkinią Kabaretu Hrabi. W repertuarze grupy znalazły się piosenki autorstwa Kołaczkowskiej takie jak: „Song porzuconej”, „Bakteria w całusie”, „Nie ciąg”, „Krowa”, „Wątpliwości młodej”, „Rydwany ognia”, „Tango sromotnik”, „Szuszuszu”, „Cubana”, „Huzia na Józia” czy „Piosenka ciążowa”. W 2005 odebrała nagrodę indywidualną na 1. Festiwalu Kabaretu w Zielonej Górze, a w 2006 została wyróżniona tytułem Honorowego DebeŚciaKa na przeglądzie Dąbrowskiej Ściemy Kabaretowej.
W latach 2009–2010 występowała na scenie Teatru Polonia w Warszawie, w sztukach teatralnych reżyserowanych przez Stanisława Tyma: Dżdżownice wychodzą na asfalt (2009) i Kobieta z widokiem na taras (2010). W 2011 zagrała panią Zerżniewską w spektaklu Smuteczek, czyli ostatni naiwni (reż. Maciej Stuhr), wystawianym w stołecznym Teatrze Dramatycznym. W 2017 znalazła się w obsadzie sztuki Dzień świra Marcina Kołaczkowskiego, wystawianej w Teatrze Kamienica w Warszawie. 30 lipca 2019 premierowo wystąpiła z solowym recitalem pt. Pączek w Maśle.
W 2013 użyczyła głosu do nagrania audiobooka książki Barbary Stenki pt. Masło przygodowe. W 2016 zaśpiewała utwór „Cebula Celestyna” umieszczony na albumie dla dzieci pt. Jarzynki i przyjaciele.
W 2010 została felietonistką bloga „Blog Partyzancki”, a dwa lata później zaczęła nagrywać dla radiowej Trójki cykl audycji „Myślę, więc uważam, że”, będący dźwiękową wersją napisanych przez nią felietonów. Od lipca 2020 wraz z Wojciechem Malajkatem prowadziła audycję „Koncert życzeń” na antenie Radia Nowy Świat. Była jedną z aktorek czytających na antenie RNŚ jej autorski serial kryminalny pt. „Porucznik Jagoda Hyc”. 24 grudnia 2024 wystąpiła w koncercie wigilijnym RNŚ m.in. razem z Adamem Nowakiem, Mery Spolsky, Wojciechem Waglewskim i Zbigniewem Zamachowskim. W latach 2021–2025 wraz z Szymonem Majewskim współtworzyła podcast „Mówi się”.

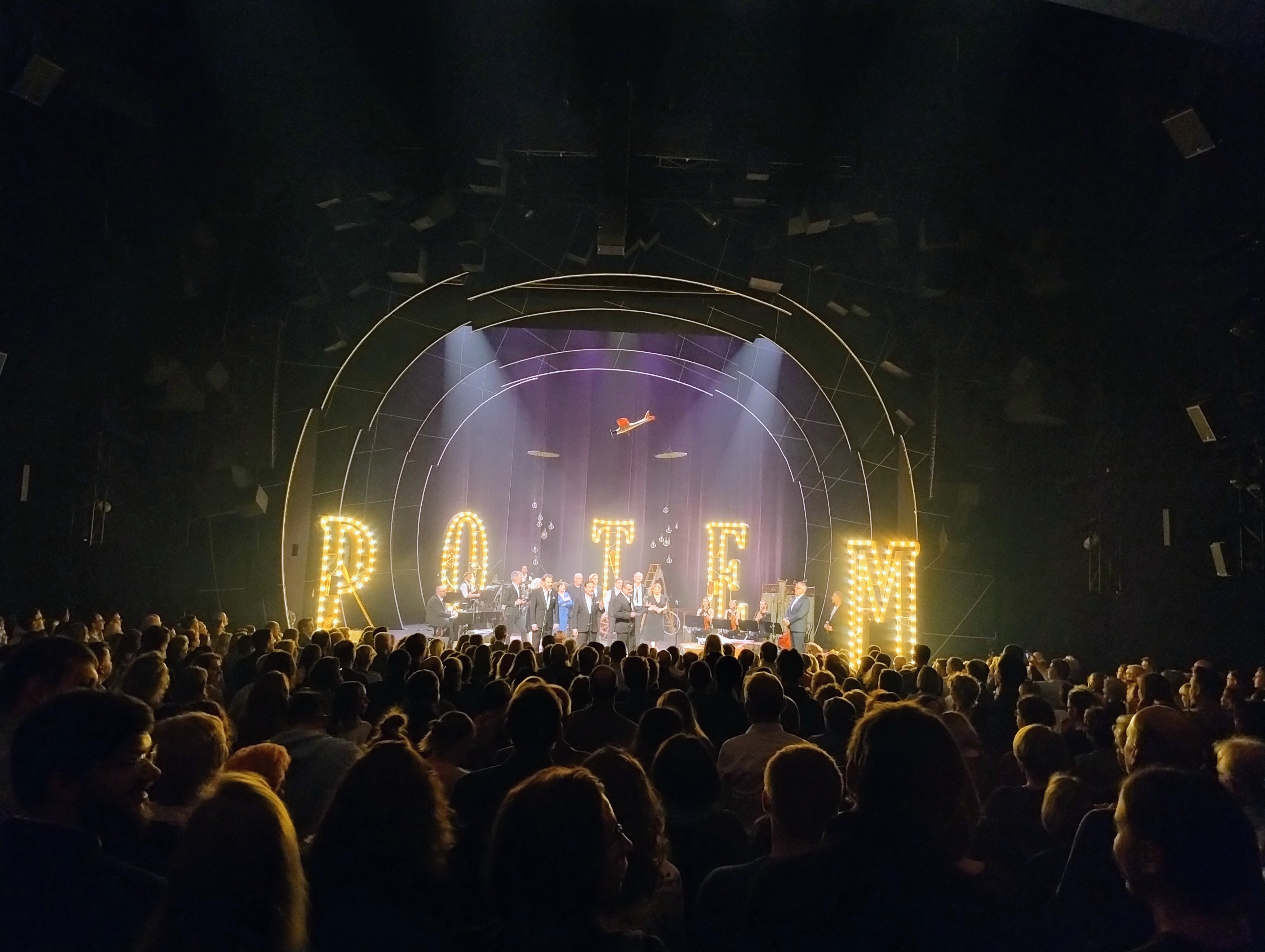
Występ kabaretu Hrabi w Warszawie w ramach trasy „Potemowe piosenki” (2025)

W kwietniu 2025 członkowie Kabaretu Hrabi poinformowali, że Kołaczkowska zmaga się z chorobą nowotworową i zawiesza aktywność publiczną. W maju, w ramach trasy „Potemowe piosenki”, odbyło się pięć koncertów specjalnych dla Kołaczkowskiej (w Warszawie, Gdańsku i Zabrzu), w których oprócz członków Hrabi wystąpili m.in. byli członkowie kabaretu Potem: Leszek Jenek, Władysław Sikora, Adam Nowak, a także: Hanna Śleszyńska, Artur Andrus, Maciej Stuhr, Janusz Radek, Szymon Majewski czy Maciej Miecznikowski. W czerwcu Hrabi, Radio Nowy Świat i Teatr Współczesny w Warszawie zorganizowały koncert charytatywny „Dla Ciebie mógłbym zrobić wszystko”, również poświęcony Kołaczkowskiej.

## Życie prywatne

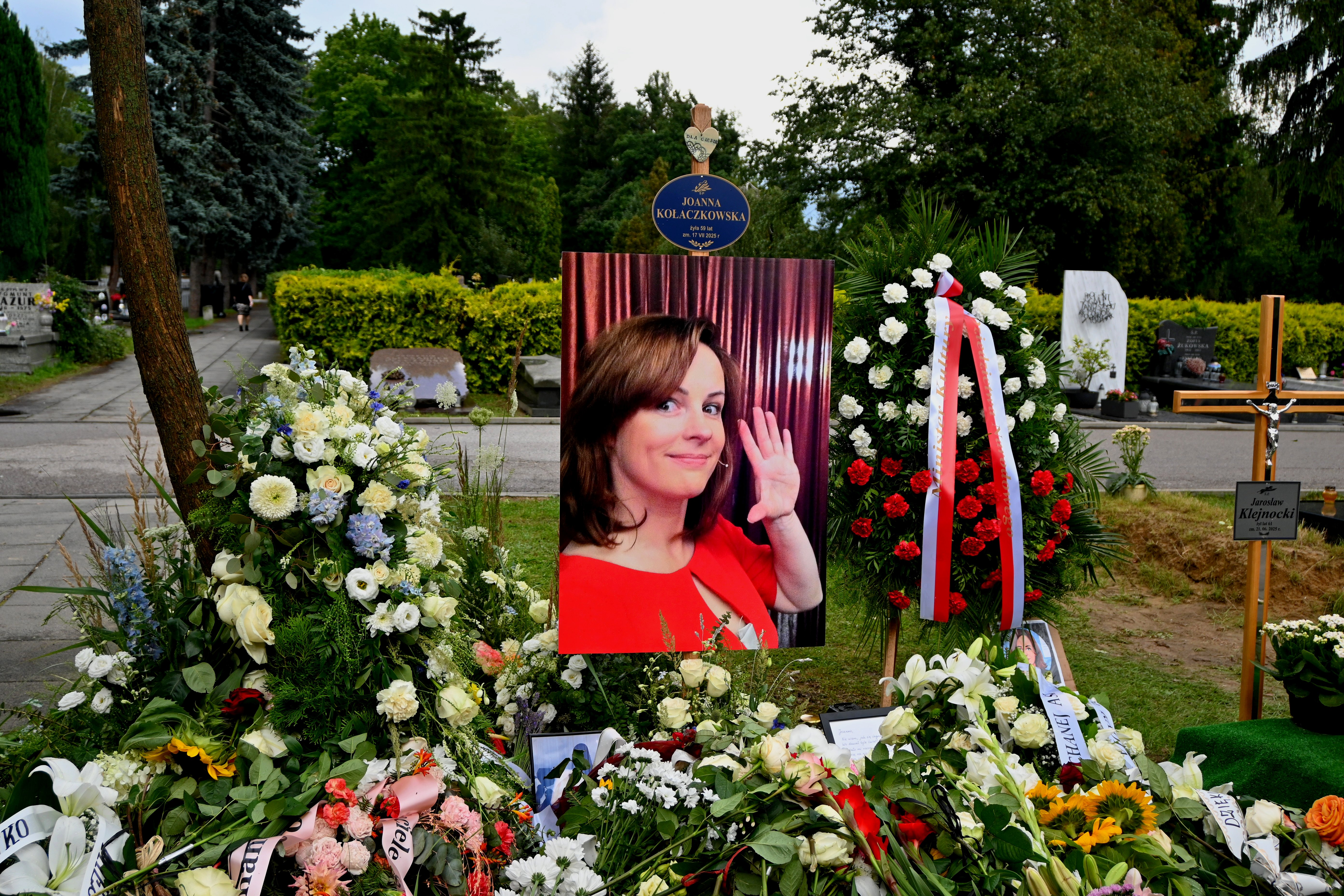
Grób Joanny Kołaczkowskiej w Alei Zasłużonych na Wojskowych Powązkach w Warszawie, w dniu pogrzebu

Jej matka Anna była księgową w Przedsiębiorstwie Robót Górniczych w Lubinie. Jej ojciec Józef zmarł, gdy miała pięć lat. Miała starszą o rok siostrę, Agnieszkę, która wyszła za Dariusza Kamysa.
Mieszkała w Warszawie. Dwukrotnie rozwiedziona, jej pierwszym mężem był Mariusz Matysik, a drugim – Krzysztof Kołaczkowski, którego poślubiła pod koniec lat 90. XX wieku. Miała córkę, Hannę (ur. ok. 2000).
Zmarła tuż po północy 17 lipca 2025, z powodu glejaka.
Pogrzeb odbył się 28 lipca 2025 na Cmentarzu Wojskowym na Powązkach w Warszawie. Uroczystość o charakterze świeckim została poprzedzona mszą w Kościele św. Karola Boromeusza.

## Odznaczenia
Joanna Kołaczkowska została uhonorowana pośmiertnie Krzyżem Kawalerskim Orderu Odrodzenia Polski za wybitne zasługi w pracy artystycznej i twórczej przez prezydenta Rzeczypospolitej Polskiej Andrzeja Dudę.

## Spektakle teatralne
- 2009: Dżdżownice wychodzą na asfalt reż. Stanisław Tym, Teatr Polonia w Warszawie – obsada aktorska
- 2010: Kobieta z widokiem na taras reż. Stanisław Tym, Teatr Polonia w Warszawie – obsada aktorska
- 2011: Smuteczek, czyli ostatni naiwni reż. Maciej Stuhr, Teatr Dramatyczny w Warszawie – jako pani Zerżniewska
- 2017: Dzień świra reż. Marcin Kołaczkowski, Teatr Kamienica w Warszawie – jako Mama, Żona Była oraz Kobieta Życia (Ela)

## Filmografia

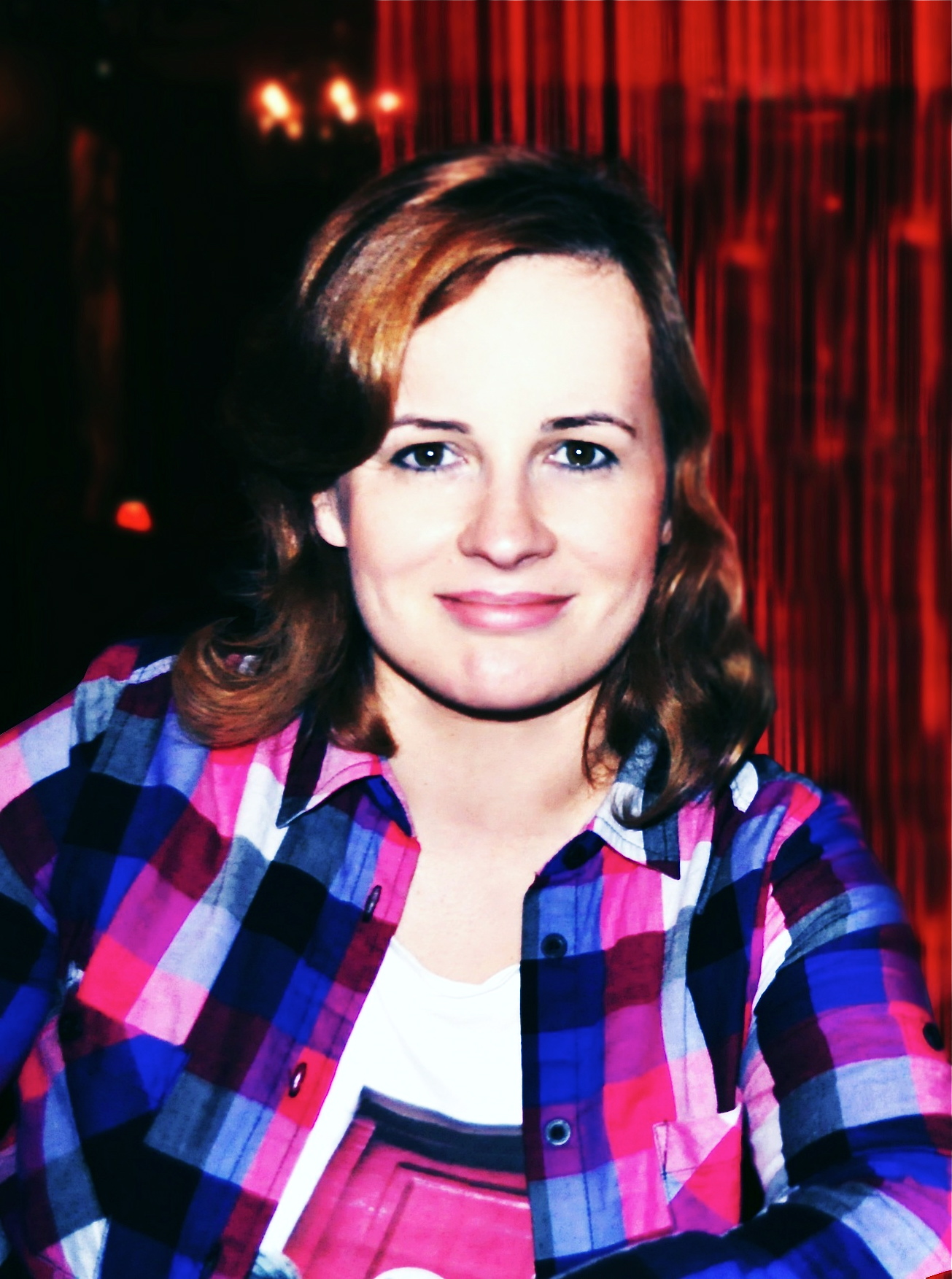
Joanna Kołaczkowska (2011)

## Filmografia[61]

### Aktorka
- 1997: Robin Hood – czwarta strzała – Miriam (w napisach nazwisko: Chuda)
- 1999: Dr Jekyll i Mr Hyde według Wytwórni A’Yoy – Lolita
- 2002–2025: Spadkobiercy jako Dorin Owens
- 2002: Nakręceni – Ela
- 2003: Baśń o ludziach stąd – Żulieta
- 2007: Ryś – Liliana Pruszcz-Gdańska, prezenterka TV Witraż
- 2007: Zamknięci w celuloidzie – barmanka
- 2011: Twoja stara. Baśń – Szakira
- 2019: Szewczyk Dratewka – Królowa
- 2020: Czekając na miłość – Matka księcia
- 2021: Misja – Helena Bonam-Kartkę, psycholog (odc. 2)

polski dubbing
- 2012: Sklep dla samobójców – Lukrecja
- 2023: Doktor Who – Donna Noble

teledyski
- 2021: Ty tu, ja tam tango (wyk. Monika Borzym)[62]
- 2021: Zrobimy to razem (wyk. Joanna Kołaczkowska i Gospel Joy)
- 2025: Milf (wyk. Nocny Kochanek)

### Reżyserka
Filmy krótkometrażowe w wytwórni A’Yoy:
- 1995: Halo halo, tu Londyn
- 1995: Ciocia Miriam
- 1995: Samotność w parku
- 1995: Wstyd
- 1996: Karolka i Bożenka
- 1996: Obrazki z miłości
- 1998: Nie mów do mnie misiu
- 2000: Niesamowita praca umysłu
- 2002: Przestępca z ludzką twarzą
- 2002: Czułe słówka
- 2003: Hela ma gorzej